# 松井栄吉
松井 栄吉（まつい えいきち、生没年不詳）は、明治時代の浮世絵の版元・摺師。

## 来歴
松栄堂、画博堂と号している。京橋南金六町、後に山下町2番地、また明治15年（1882年）には弓町2番地、明治18年（1885年）には深川西森下町7番地、明治20年（1887年）には浅草茅町1丁目2番地、明治28年（1895年）には芝区露月町18番地において地本問屋を営業していた、生年は嘉永末年から安政初年頃と推定され、始めは京橋南伝馬町にあった紙屋太刀伊勢屋に奉公していた。この伊勢屋に月岡芳年が頻繁に薄美濃紙を買い求めに来ていたため、栄吉は浮世絵師を志して芳年のもとに入門、年葉の号を授かった。しかし、1年ぐらいして芳年が甲州に赴いたので、栄吉は絵草紙屋となって摺りの技術を覚えた。もし、この甲州行きが甲府道祖神祭の幔幕絵製作のためであった場合、慶応元年（1865年）頃とされ、栄吉は12歳か13歳の時ということになる。芳年の竪2枚続の錦絵刊行は特筆される。芳年以外では3代歌川広重や4代歌川国政の作品を刊行している。  
明治10年（1877年）に三島蕉窓の大判3枚続の錦絵『天盃（有栖川宮天盃拝受の図）』の刊行を松井栄吉の名でしたのが版元としての始まりとされており、この時の住所は本八丁堀4丁目1番地であった。その後、明治18年9月から明治22年（1889年）にかけて芳年の大錦の縦2枚続を多数版行している。特に明治18年の『奥州安達ケ原ひとつ家の図』及び『田舎源氏』は大人気となったが、明治政府より風紀紊乱とされ発禁処分を受けている。後に京橋金六町にあった新井芳宗の画博堂という店を譲り受けて、栄吉が画博堂を称した。また、明治20年代には葛飾北斎の『諸国滝廻り』などの複製も手がけ始めており、早い時期に浮世絵の複製を手がけた一人であった。後に山下町2丁目、明治15年から弓町2丁目、明治18年から深川西森下町7番地に移り、明治21年（1888年）には浅草公園内千束村59に店を出して芳年の肉筆絹本画の即売展を開催している。明治26年（1893年）8月25日に版行された北斎の複製『百物語』（東京国立博物館所蔵）には松栄堂という号もみられる。明治28年には芝区露月町18番地に移転している。明治29年（1896年）8月3日に歌川広重の「銀世界東十二景」12枚揃の複製版を発行したほか、明治37年（1904年）11月1日から「古代東のおもかげ」という毎回6種ずつの複製版画を刊行している。
なお、明治31年（1898年）に向島百花園に芳年の門弟らによって建立された月岡芳年翁の碑に「松井年葉」の名がみられる。
大正6年5月には栄吉の甥で後に養子となった松井清七によって栄吉のコレクションは即売会にかけられた。

## 作品
- 三島蕉窓 「天盃」 大判3枚続 明治10年
- 4代目歌川国政 「皇国貴顕之像」 大判 明治15年
- 3代目歌川広重 「京橋通り之真景」
- 月岡芳年「芳流閣両雄動（犬塚信乃と犬飼見八）」　大判縦2枚続　明治18年　直山彫
- 月岡芳年「一の谷合戦」　大判2枚続　明治18年　根岸直山彫
- 月岡芳年 「奥州安達がはらひとつ家の図」　大判縦2枚続　明治18年　直山彫
- 月岡芳年 「田舎源氏」　大判縦2枚続　明治18年
- 月岡芳年 「松竹梅湯嶋掛額（八百屋お七）」　大判縦2枚続　明治18年　直山彫　瀧金蔵摺
- 月岡芳年「演劇改良　吉野拾遺四條縄手楠正行討死之図」　大判3枚続　明治19年　円活彫
- 月岡芳年「魯智深爛酔打壊五臺山金剛神之図」　大判縦2枚続　明治20年　根岸直山彫
- 月岡芳年「平維茂戸隠山鬼女退治之図」　大判2枚続　明治20年　根岸直山彫
- 月岡芳年「羅城門渡辺綱鬼腕斬之図」　大判縦2枚続　明治21年　直山彫
- 月岡芳年「浪裡白跳張順黒旋風李逵江中戦図」　大判縦2枚続　明治21年　瀧金蔵彫
- 月岡芳年「清玄堕落之図」　大判縦2枚続　明治22年